# Merla pàl·lida
La merla pàl·lida (Turdus pallidus) és un ocell de la família dels túrdids (Turdidae).

## Hàbitat i distribució
Habita boscos densos de l'Àsia oriental, al sud-est de Sibèria i nord de Manxúria.